# Sachsenröder
Die Sachsenröder GmbH ist ein Innovations- und Technologieunternehmen aus der bergischen Großstadt Wuppertal. Das Unternehmen stellt Werkstoffe auf natürliche und nachhaltige Weise her und ist mit seinen beiden Produkten Savutec und Gesadur zum Weltmarktführer herangewachsen. So bildet beispielsweise das hergestellte Vulkanfiber die Grundlage für Schleifscheiben, die von zahlreichen Unternehmen der Automobilindustrie genutzt werden.
Auf dem Betriebsgelände in Wuppertal-Barmen werden rund 80 Mitarbeiter beschäftigt.

## Geschichte
Das Unternehmen wurde am 19. Juni 1881 von Gustav-Heinrich Sachsenröder durch einen Dienstvertrag mit dem Pergamentmeister Theodor Biesenkamp gegründet. Am 1. Januar 1882 wurde an der Berliner Straße 114 in Barmen-Rittershausen (heute beide zu Wuppertal) die Pergamentpapierfabrik Sachsenröder in Betrieb genommen. Der Eintrag in das Firmenregister des Königlichen Amtsgerichtes zu Barmen wurde am 14. März 1882 vollzogen, ab diesem Zeitpunkt wurde Pergamentpapier für Verpackungen und Dekoration gefertigt. In den folgenden zehn Jahren entwickelte Firmengründer Gustav-Heinrich Sachsenröder Hydratzellulose und weitere Spezialprodukte wie beispielsweise mehrlagige Pergamente. Um 1900 gelang dem Unternehmen mit der weltweit erstmaligen Herstellung von Endlos-Vulkanfiber der Durchbruch.

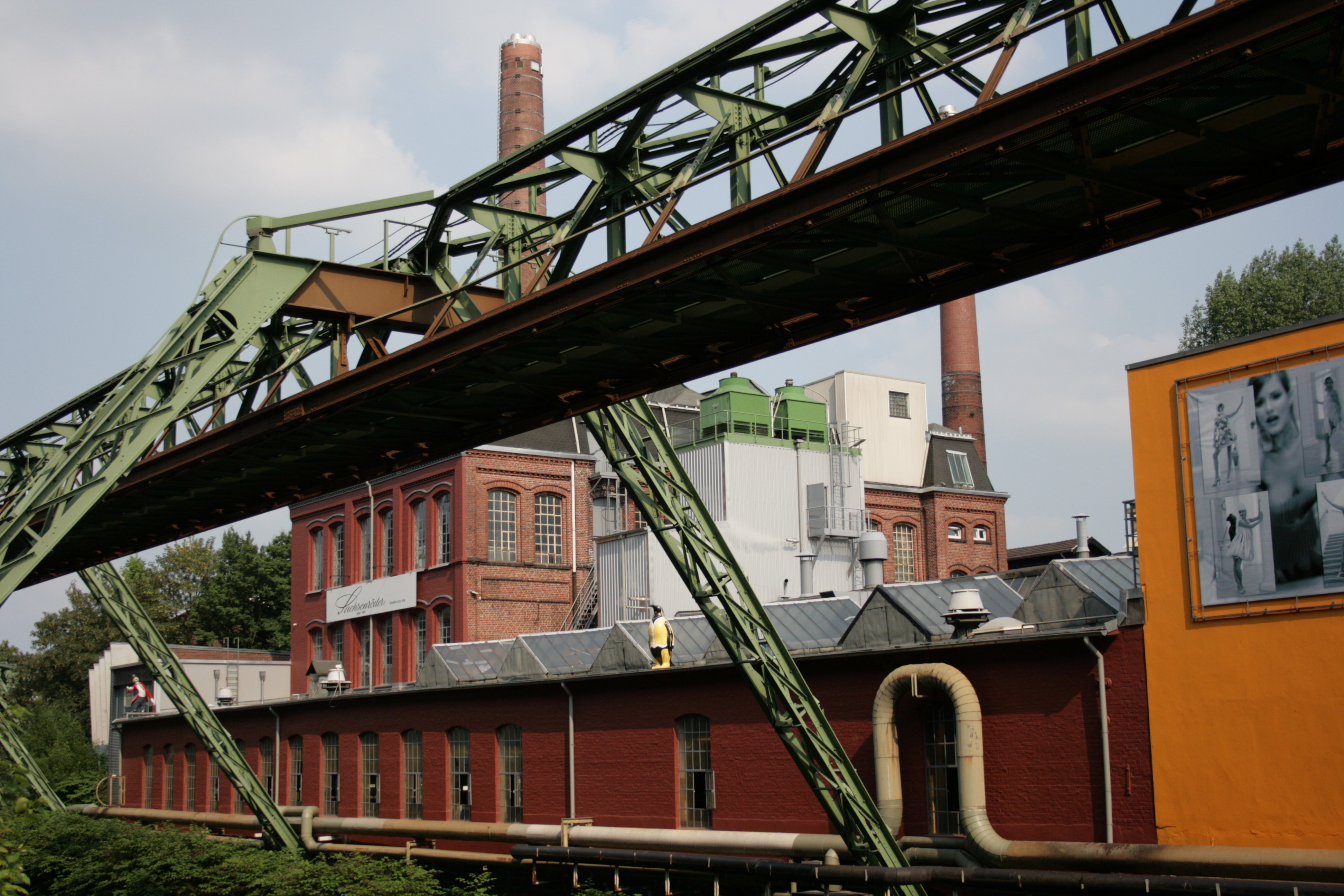
Das Betriebsgelände neben der Schwebebahn in Barmen vom Hardtberg aus gesehen

Im Zweiten Weltkrieg wurden die Wuppertaler Betriebe vollständig zerstört, konnten aber ab 1945 wieder aufgebaut werden. Bis 1949 trat bereits die dritte Sachsenröder-Generation in die Firma ein, vertreten von den Söhnen Günter und Gustav-Adolf Sachsenröder des Gründers. Im gleichen Zeitraum legte Gustav Sachsenröder sen. den Grundstein zum Aufbau einer Werkstoff-Abteilung, die das hochwertige Duroplast Gesadur herstellt, welches bis heute weltweit erfolgreich vertrieben wird. Ab 1950 wurde zudem die Vulkanfiber-Abteilung ausgebaut und unter anderem für den Einsatz als Trägerstoff für Oberflächendekore gerüstet.
Ab 1970 erreichte das Unternehmen durch die Erschaffung des Schleifmittel-Vulkanfibers internationale Anerkennung. Dieses Verfahren wurde durch den Einsatz von Schwefelsäure ermöglicht. 1975 wurde das Unternehmen zu einer GmbH & Co.KG umgeformt. In den Jahren 1997 und 1998 kam es zu einer Qualitätserweiterung bei den bekannten Vulkanfiber-Produkten. 1999 kaufte Unternehmensmitleiter Dirk Sachsenröder 50 % der Anteile und war mit nun 75 % Mehrheitsgesellschafter, Ende des Jahres wurde er zum alleinigen Geschäftsführer ernannt, womit das Familienunternehmen nun bereits in vierter Generation geführt wird. Zur Jahrtausendwende wurden die Controllingmöglichkeiten durch die Einführung moderner EDV-Programme verbessert.
Im Jahre 2005 feierte das Unternehmen sein 125-jähriges Bestehen. 2009 gründete Dirk Sachsenröder zusammen mit der Bergischen Universität Wuppertal das Innovationslabor.
Heute verfügt das Unternehmen über Vertriebspartner in Australien, Brasilien, China, Dänemark, Finnland, Frankreich, Indonesien, Italien, Japan, Kanada, Mexiko, Malaysia, Schweden, Singapur, Spanien, Südafrika, Südkorea, Taiwan, Thailand, der Türkei und den Vereinigten Staaten.

## Produkte
Die Sachsenröder GmbH vertreibt zwei Produkte, die das Unternehmen zum weltweiten Marktführer machen: Savutec Vulkanfiber und Gesadur.

### Savutec Vulkanfiber
Savutec ist ein Vulkanfiber-Werkstoff, dessen Härte und Zähe eine hohe mechanische Belastbarkeit und starke Zugfestigkeit ermöglicht. Der Werkstoff ist vielseitig einsetzbar und lässt sich auf verschiedenste Weisen bearbeiten. Vor allem als Trägermaterial für Schleifmittel eignet er sich.
Die Stärken des Materials reichen von 0,07 mm bis 1,0 mm. Das Produkt ist pH-neutral und verbrennt fast rückstandslos. Zudem weist es gute hygroskopische Eigenschaften auf und ist damit auch unter Wasser einsetzbar. Seine Struktur ist hornartig und scharfkantig. Es verfügt über gute dielektrische Eigenschaften und ist daher elektrisch isolierend.
Die Herstellung geschieht in zwei Stufen: der Vorstufe und der Pergamentierung. In der Vorstufe werden 3–5 mm lange Linters-Fasern der Baumwolle verarbeitet. Die Linters werden mechanisch gereinigt, gekocht und gebleicht, die eigentliche Papierstruktur entsteht in der Papiermaschine. Hierbei wird die Cellulose in Wasser gelöst und anschließend entwässert, sodass trockene Rohpapierbahnen entstehen. In der Pergamentierung werden diese Bahnen durch Schwefelsäure gezogen und ausgewaschen. Durch die Säure verknüpfen sich die Baumwollfasern neu.

### Gesadur
Ges-Dur wird vom Unternehmen selbst als „natürlicher Kunststoff“ bezeichnet. Der Werkstoff enthält einen 60-prozentigen Naturfaseranteil. Durch seine dreidimensional vernetzte Struktur kann er vielerlei Kräfte aufnehmen. Der homogene und kompakte Werkstoff hat sich mittlerweile weltweit bewährt.
Die Farbe des Werkstoffs ist gelb, bei UV-Licht dunkelt er ohne Qualitätsverlust nach. Durch seine Form- und Klimastabilität bietet er eine hohe thermische Beständigkeit und eine gute Wärmeisolation. Zudem ist er wasser-, öl- und schmutzabweisend. Weitere Qualitäten sind das geringe spezifische Gewicht von 1,4 g/cm³ sowie eine hohe Druckfestigkeit von 350 N/mm². Bei Lagerung ist der Werkstoff zudem ermatten- und tropenbeständig.

## Innovationslabor
Das Innovationslabor Bergisches Land wurde 2009 von Unternehmensleiter Dirk Sachsenröder zusammen mit der Bergischen Universität Wuppertal gegründet. Es soll als Bindeglied zwischen Unternehmen der Region und der Universität fungieren und bietet eine Plattform für Experimente und Zusammenarbeiten. Der Vorteil auch für die Unternehmen besteht in der Schaffung neuer Produkte, Verlängerung der Wertschöpfungskette sowie in der Öffnung und Erweiterung von Geschäftsfeldern. Die Idee dahinter ist, dass sich Wirtschaftsunternehmen fachkompetente Unterstützung bei ausgewählten Fragestellungen beispielsweise durch Abschluss- und Studienarbeiten in Zusammenarbeit mit Studierenden holen können, während die Universität und ihre Studenten über praxisnahe Fortbildung und Forschung verfügen.